# Ljudmila Alexejewna Pachomowa
Ljudmila Alexejewna Pachomowa (russisch Людмила Алексеевна Пахомова; * 31. Dezember 1946 in Moskau; † 17. Mai 1986 ebenda) war eine sowjetische Eiskunstläuferin russischer Herkunft, die im Eistanzen startete. 

## Karriere
Pachomowa begann in früher Kindheit mit dem Eiskunstlaufen und begann als Einzel- und dann als Paarläuferin, bis sie schließlich zum Eistanzen kam. Ihr erster Partner im Eistanzen war Wiktor Ryschkin. Sie trainierten beim ZSKA Moskau. Ihr Trainer war Stanislaw Schuk. 1966 wechselte sie den Eistanzpartner und startete fortan mit Alexander Gorschkow. Damit wechselte sie auch den Trainer. Neue Trainerin wurde Jelena Tschaikowskaja.
1970 heirateten Pachomowa und Gorschkow. Im gleichen Jahr beendete sie ihr Studium an dem staatlichen Lunatscharski-Institut für Theaterkunst mit dem Titel Ballettmeisterin. 

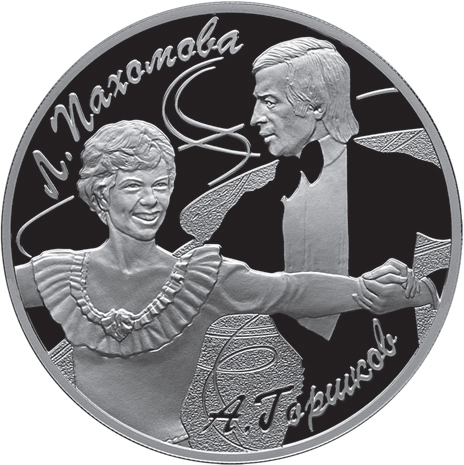
Silbersondermünze Russlands im Nennwert von 3 Rubel aus der Serie „Herausragende Athleten Russlands“ aus dem Jahr 2010.

1970 wurde das Paar das erste Mal sowohl Europa- als auch Weltmeister und 1976 wurden sie gar die ersten Olympiasieger im Eistanz. Von 1970 bis zu ihrem Karriereende wurden sie bei Europa- und Weltmeisterschaften nur ein einziges Mal besiegt. Dieses Kunststück schafften die deutschen Geschwister Angelika Buck und Erich Buck bei der Europameisterschaft 1972. Insgesamt brachten es Pachomowa und Gorschkow auf sechs Europameisterschaftstitel (1970, 1971, 1973, 1974, 1975 und 1976) und auf sechs Weltmeisterschaftstitel (1970, 1971, 1972, 1973, 1974 und 1976), womit sie bei diesen Turnieren die erfolgreichsten Eistänzer der Geschichte sind. Der Originaltanz Pachomowa/Gorschkows von 1973, Tango Romantika, wurde später zum Pflichttanz.
1977 wurde Ljudmilas und Alexanders Tochter Julia Alexandrowna Gorschkowa geboren. 1978 wurde Pachomowa Trainerin.
Ljudmila Pachomowa starb 39-jährig in Moskau an Leukämie. 1988 wurde sie zusammen mit ihrem Eistanzpartner und Ehemann in die World Figure Skating Hall of Fame aufgenommen. Im selben Jahr wurde ein Asteroid nach ihr benannt: (3231) Mila.

## Ergebnisse im Eistanz
(mit Alexander Gorschkow)
| Wettbewerb / Jahr           | 1967 | 1968 | 1969 | 1970 | 1971 | 1972 | 1973 | 1974 | 1975 | 1976 |
| --------------------------- | ---- | ---- | ---- | ---- | ---- | ---- | ---- | ---- | ---- | ---- |
| Olympische Winterspiele     |      |      |      |      |      |      |      |      |      | 1.   |
| Weltmeisterschaften         | 13.  | 6.   | 2.   | 1.   | 1.   | 1.   | 1.   | 1.   |      | 1.   |
| Europameisterschaften       | 10.  | 5.   | 3.   | 1.   | 1.   | 2.   | 1.   | 1.   | 1.   | 1.   |
| Sowjetische Meisterschaften | 2.   | 2.   | 1.   | 1.   | 1.   |      | 1.   | 1.   | 1.   |      |